# (31739) 1999 JE77
1999 JE77 (asteroide 31739) é um asteroide da cintura principal. Possui uma excentricidade de 0.08145270 e uma inclinação de 10.43816º.
Este asteroide foi descoberto no dia 12 de maio de 1999 por LINEAR em Socorro.